# Sue Wicks
Pour les articles homonymes, voir Wicks.
Sue Wicks (née le 26 novembre 1966 à Center Moriches, New York) est une ancienne joueuse américaine de basket-ball de Women's National Basketball Association et actuellement entraîneur.  

## Biographie
Wicks évolue à l'université Rutgers de 1984 à 1988. Elle y remporte de nombreux prix dont celui de meilleure joueuse de l'Atlantic 10 Conference en 1986, 1987 et 1988. Elle détient le record du nombre de ponts (2 655), de rebonds (1 357), de moyenne aux points (21,2 par match), de moyenne aux rebonds (10,9 par match) de l'histoire de l'université tant chez les hommes que chez les femmes.
Elle commence sa carrière professionnelle en Italie, puis au Japon, en Espagne et en Israël avant d'arriver en WNBA. En 1997, elle rejoint le Liberty de New York pour la saison inaugurale de la WNBA, où elle devient pivot titulaire. Elle participe par ailleurs aux finales WNBA en 1999 et 2000, s'inclinant face aux Comets de Houston, puis de nouveau en 2002, s'inclinant cette fois face aux Sparks de Los Angeles. En 2001, elle remporte le Trophée Kim Perrot de la sportivité
Wicks est l'une des rares sportives à avoir déclaré son homosexualité lors de sa carrière. Elle trouve par ailleurs étrange que la ligue présente toutes les joueuses comme des mères de famille, même si elle avoue ne pas savoir combien de joueuses sont lesbiennes. Pour elle, l'Amérique n'est pas forcément prête et elle estime que la ligue peut alors avoir des difficultés à se vendre pour cette raison.
Depuis qu'elle a arrêté sa carrière, Wicks organise des camps de basket-ball à New York. En 2004, elle devient coordinatrice des opérations de l'équipe de basket-ball de Rutgers. En 2005, elle est nommée entraîneuse assistante de l'équipe. Elle est nommée au Rutgers Basketball Hall of Fame en 1994. Elle est l'une des deux seules joueuses à avoir son maillot retiré. En juillet 2006, elle devient entraîneuse assistante à Saint Francis College à Brooklyn, New York.
En 2013, elle est nommée au Basketball Hall of Fame, Cappie Pondexter portant son nom sur le maillot le soir de la cérémonie pendant un match WNBA.

### Distinctions personnelles
- Trophée Kim Perrot de la sportivité 2001